# Hoburgs räddningsstation
Hoburgs räddningsstation var en svensk sjöräddningsstation i Sundre på Gotland.
Hoburgs räddningsstation inrättades 1911 vid Flisars fiskeläge i Sundre och hade då roddräddningsbåten Elisabeth Wachtmeister.  Hon var en stor roddbåt med segel med en besättning på 15, varav tolv roddare. Hon användes fram till 1942 och ersattes 1943 av motorräddningsbåten Bror Ulrich. Den senare hade donerats av Bror Ulrichs dotter Sigrid Ulrich (1858–1944) och Kooperativa Förbundet.
Bror Ulrichs skrov konstruerades av båtbyggaren Hjalmar Johansson i Långedrag och i övrigt av Alf Palmqvist i Göteborg. Båten byggdes av Hammarbyverken i Stockholm. Den drevs av en trecylindrig Bolinder-Munktell-motor på 75 hk. Den var 12,60 meter lång och 3,80 meter bred och hade ett djupgående på 0,80 meter. Båten byggdes i stål och var den första helsvetsade räddningsbåten i Sverige. 
Räddningsstationens första båt Anna Wachtmeister, som sedan 1943 har förvarats på Frederikdals friluftsmuseum i Helsingborg, 
ägs idag av Hoburgs hembygdsförening och visas sedan 2018 i ett nybyggt båthus vid Kettelviken, bredvid Kettelviks Stenmuseum.